# Kjetil Esten Haraldsson Manheim
Kjetil Esten Haraldsson Manheim (ur. 27 listopada 1968 w Oslo), znany również jako Manheim – norweski perkusista. Kjetil Manheim znany jest przede wszystkim z występów w black metalowej formacji Mayhem, której był współzałożycielem. W latach późniejszych związany z projektami muzycznymi z gatunku noise, takimi jak: Fe-mail, Maranata czy Big Robot.

## Życiorys
Manheim zapoczątkował Mayhem z dwoma muzykami, którymi byli - Jørn Stubberud (gitara basowa) oraz Øystein Aarseth (gitara elektryczna) w roku 1983. Zanim Stubberud oraz Manheim poznali Arsetha, grali w kilku zespołach, lecz projekty te nie satysfakcjonowały ich. Manheim odszedł z zespołu zaraz po nagraniu miinialbumu pt. Deathcrush. W 2001 roku razem z Ussellem Haswellem, Lassem Markhaughem założył norweskie duo Fe-mail.

## Filmografia
- Once Upon a Time in Norway (2007, film dokumentalny, reżyseria: Pål Aasdal, Martin Ledang)[3]